# Browning Arms Company
Die Browning Arms Company ist ein in den USA beheimatetes Waffenproduktionsunternehmen, bekannt für seine Schusswaffen, Bögen, Jagdausrüstung und Angelutensilien. Es wurde 1927 in Utah gegründet, hat heute noch seinen Sitz in Morgan, Utah.

## Geschichte
Das Unternehmen wurde von John Moses Browning, einem der wichtigsten Entwickler der Waffenindustrie im 20. Jahrhundert, testamentarisch gegründet, um seine zahlreichen Patente wahrzunehmen. Viele Modelle wurden später auch von anderen Unternehmen in Lizenz gebaut, darunter Colt, Remington, Miroku und Winchester.
Die Browning Arms Company gehört mittlerweile zur Herstal Group; die Verbindung zu dem belgischen Waffenhersteller entstand bereits zu Lebzeiten Brownings.

## Produkte
Zum Schusswaffensortiment zählen Pistolen, Gewehre und Flinten. Bekannt sind vor allem die Pistole High-Power und das Gewehr BAR.
Zusätzlich werden Jagdzubehör, Kleidung und Angelutensilien angeboten. Die Produktion von Schuhen und Stiefeln, vorrangig für die Jagd, ist zu einem weiteren Geschäftsfeld des Unternehmens geworden.